# Foxforce de Hartford
Le Foxforce de Hartford (en anglais : Hartford Foxforce) est une ancienne équipe membre du World Team Tennis de 2000 à 2007 et basée à Avon, au Connecticut. Fondée en 1999, elle a disparu en 2007 par manque de sponsor.

## Effectif 2006
- Don Johnson, entraîneur
- Meghann Shaughnessy
- Lisa McShea
- Glenn Weiner
- Goran Dragicevic